# IPadOS
iPadOS (dựa trên nền tảng iOS) là một hệ điều hành được thiết kế và phát triển bởi Apple Inc.. iPadOS được công bố tại Hội nghị các nhà phát triển toàn cầu Apple năm 2019 (2019 Worldwide Developers Conference - WWDC). Đây là hệ điều hành iOS được cải tiến cho máy tính bảng để phân biệt giữa các tính năng của 2 hệ điều hành trên iPhone và iPad.

## Lịch sử
Khi mà iPad đầu tiên được ra mắt vào năm 2010, nó chạy hệ điều hành iPhone OS 3.2. Sau khi hệ điều hành được sử dụng trên nhiều thiết bị khác như iPhone và iPod Touch, nó đã được đổi tên thành iOS cùng sự ra mắt của hệ điều hành mới là iOS 4.
Khi chúng được sử dụng ứng dụng và tính năng tương tự, hệ điều hành cho iPhone và iPad vẫn tiếp tục phát triển chung từ iOS 4 đến iOS 12. Trong quá trình phát triển giữa 2 dòng máy, iPad thực sự có những tính năng khác biệt mà không có ở iPhone. iOS 9 ra mắt năm 2015 đã mang tính năng Ảnh trong Ảnh (Picture-in-picture) và khả năng hiển thị nhiều ứng dụng cùng một lúc, iOS 11 ra mắt năm 2017 mang thêm tính năng Drag and Drop và chuyển đổi App tương tự như MacOS Dock. Trong sự kiện WWDC 2019, Apple làm mới hệ điều hành cùng với tên gọi OS mới dành cho iPad là iPadOS cùng với sự ra mắt của iPadOS 13, khẳng định về tính năng riêng biệt trên iPad.

## Tính năng

### Màn hình chính
Không giống như những phiên bản iOS trước đó, icon ứng dụng trong iPadOS được sắp xếp theo 5 hàng và 6 cột, kể cả khi thiết bị được xoay ở chế độ Portrait hay Landscape. Trong mục đầu tiên của màn hình chính giờ đây có thể hiện thêm tiện ích ứng dụng để có thể dễ dàng truy cập. Tính năng Tìm kiếm Spotlights mặc dù đã không còn xuất hiện ở trong tiện ích nữa nhưng vẫn có thể kích hoạt bằng cách vuốt xuống giữa màn hình hoặc sử dụng tổ hợp phím Command + Space nếu được kết nối với bàn phím.

### Đa nhiệm
iPadOS nay được trang bị khả năng đa nhiệm vượt trội hơn so với iOS, cùng với tính năng Split View và Slide Over để có thể sử dụng các tác vụ đồng thời cùng 1 lúc. Người dùng có thể bấm 2 lần nút Home hoặc trượt từ đáy màn hình thì nó sẽ hiển thị những không gian đang hoạt động. Mỗi 1 không gian có thể mang tới app riêng, hay là Split View mang tới 2 ứng dụng khác nhau. Người dùng có thể vuốt phải hoặc trái từ Màn hình Điều hướng để di chuyển không gian giữa không gian bất kỳ lúc nào, hoặc vuốt phải hoặc trái với 4 ngón.
Khi sử dụng ứng dụng, kéo nhẹ lên từ phía đáy của màn hình sẽ xuất hiện thanh Dock, nơi mà ứng dụng có thể được sắp xếp đến một khu vực khác nhau trong không gian để được mở trong chế độ Split View hoặc Slide Over. Kéo ứng dụng sang bên trái hoặc bên phải góc màn hình sẽ tạo ra Split View, khi mà 2 app được sử dụng cùng 1 lúc. Kích cỡ của 2 app có thể thay đổi khi người dùng kéo icon mà nằm chính giữa 2 app và kéo icon đến cuối cùng của màn hình thì sẽ đóng app tương ứng. Nếu người dùng kéo ứng dụng từ Dock vào app hiện tại, nó sẽ tạo ra cửa sổ Slide Over có thể kéo ra bên phải hoặc bên trái màn hình. Cửa sổ đấy có thể bị ẩn đi bằng cách vuốt sang bên phải màn hình, và vuốt sang bên trái màn hình thì sẽ khôi phục lại. Những ứng dụng trong cửa sổ Slide Over cũng có thể thao tác kéo bên phải hoặc trái Màn hình điều hướng và kéo lên sẽ hiện ra những ứng dụng từ cửa sổ đó. Icon bên trên ứng dụng trong Split View hay Slide Over cho phép người dùng có thể chuyển đổi giữa Split View và Slide Over.
Người dùng giờ đây có thể bật một số thao tác riêng biệt trong 1 app cùng một lúc. Chế độ Exposé mới cho phép người dùng có thể thấy rõ tất cả những thao tác ấy.

### Safari
Safari có thể hiện phiên bản desktop của web một cách mặc định, bao gồm cả kiểm soát tải về và 30 phím tắt bàn phím mới nếu được kết nối tới bàn phím riêng biệt.

### Vuốt màn hình với màn hình (Sidecar)
Tính năng này cho phép iPad hoạt động như màn hình thứ 2 dành cho macOS. Khi sử dụng Sidecar, Apple Pencil có thể được sử dụng như là một máy tính bảng đồ họa cho các ứng dụng như Adobe Photoshop.

### Bộ nhớ
iPadOS giờ đây cho phép người dùng thêm dung lượng bên ngoài, ví dụ như Thẻ SD, ổ cứng di động hay SSD, để kết nối với iPad qua ứng dụng Tệp. iPad Pro 3 sẽ được kết nối thông qua cổng USB-C và cổng Lightning so với những chiếc iPad đời trước.

## Danh sách các thiết bị được hỗ trợ
iPad hỗ trợ với bộ vi xử lý Apple A8 và A8X trở lên. Phần mềm không hỗ trợ cho các thiết bị có RAM 1GB bao gồm iPad Air, iPad Mini 2 và iPad Mini 3. Các thiết bị được iPadOS hỗ trợ bao gồm:
- iPad Air 2
- iPad Air (thế hệ thứ 3)
- iPad (thế hệ thứ 5)
- iPad (thế hệ thứ 6)
- iPad (thế hệ thứ 7)
- iPad Mini 4
- iPad Mini (thế hệ thứ 5)
- iPad Pro (tất cả các đời)